# Kieran Bird

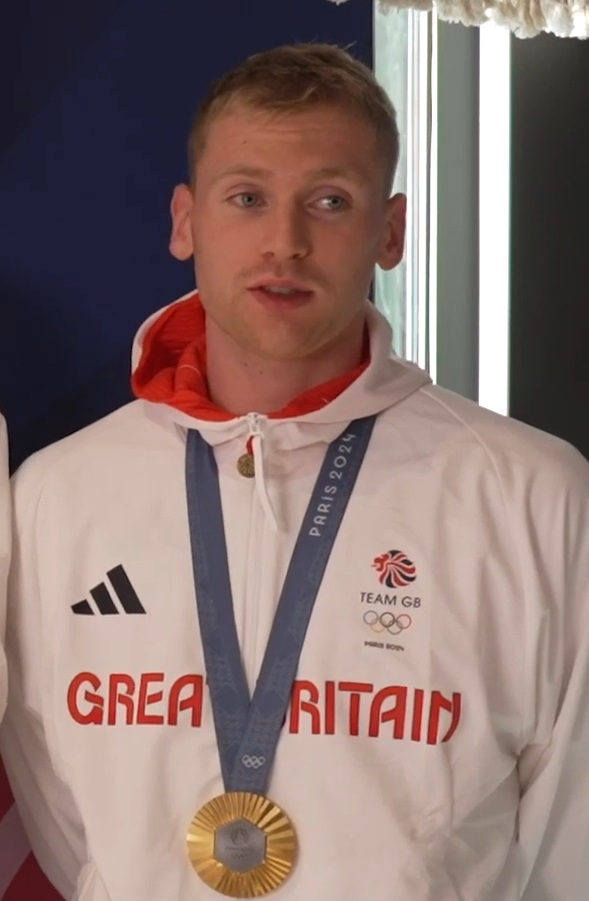
Kieran Bird als Olympiasieger 2024

Kieran James Bird (* 2. September 1999 in Bicester) ist ein britischer Schwimmer, der bei Olympischen Spielen und bei Europameisterschaften bis 2024 je eine Goldmedaille gewann.

## Sportliche Karriere
Bird begann in Bicester im Alter von neun Jahren mit dem Schwimmsport. Später wechselte er zum Schwimmleistungszentrum in Bath.
Bei den erst 2021 ausgetragenen Olympischen Spielen in Tokio belegte er den 20. Platz in den Vorläufen über 400 Meter Freistil und den 25. Platz über 800 Meter Freistil.
2022 bei den Commonwealth Games in Birmingham erreichte Bird kein Einzelfinale. Die walisische 4-mal-200-Meter-Freistilstaffel mit Calum Jarvis, Matthew Richards, Dan Jones und Kieran Bird belegte den vierten Platz mit einer Sekunde Rückstand auf die drittplatzierten Schotten. Kurz darauf bei den Europameisterschaften in Rom belegte die britische 4-mal-200-Meter-Freistilstaffel mit Matthew Richards, Kieran Bird, Jacob Whittle und Tom Dean den sechsten Platz mit über fünf Sekunden Rückstand auf die Medaillenränge. Die 4-mal-200-Meter-Mixed-Freistilstaffel mit Kieran Bird, Jacob Whittle, Lucy Hope und Freya Colbert erreichte das Finale mit der zweitschnellsten Vorlaufzeit. Im Finale waren Tom Dean, Matthew Richards, Freya Colbert und Freya Anderson über zwölf Sekunden schneller und gewannen den Titel. Alle sieben Beteiligten erhielten eine Goldmedaille.
Bei den Olympischen Spielen 2024 in Paris schied Bird in den Vorläufen über 400 Meter Freistil mit der 16. Zeit aus. Die 4-mal-200-Meter-Freistilstaffel in der Besetzung James Guy, Jack McMillan, Kieran Bird und Tom Dean erreichte das Finale mit der schnellsten Vorlaufzeit. Im Endlauf waren James Guy, Tom Dean, Matthew Richards und Duncan Scott fast sechs Sekunden schneller und siegten mit 1,35 Sekunden Vorsprung vor dem Quartett aus den Vereinigten Staaten.